# Shine a Light (album de Bryan Adams)
Pour les articles homonymes, voir Shine a Light.
Albums de Bryan Adams
Get Up
(2015) So Happy It Hurts
(2022)
Singles
1. Shine a Light
Sortie : 17 janvier 2019
2. That's How Strong Our Love Is
Sortie : 15 février 2019

Shine a Light est le treizième album de l' auteur-compositeur-interprète canadien, Bryan Adams. Il est sorti le 1er mars 2019 sur le label Polydor et a été produit par Bryan Adams, John Carlsson, Bob Rock et Phil Thornalley.

## Liste des titres
| No  | Titre                                                      | Auteur                  | Durée |
| --- | ---------------------------------------------------------- | ----------------------- | ----- |
| 1.  | Shine a Light                                              | Bryan Adams, Ed Sheeran | 3:25  |
| 2.  | That's How Strong Our Love Is (En duo avec Jennifer Lopez) | Adams, Jim Vallance     | 3:32  |
| 3.  | Part Friday Night, Part Sunday Morning                     | Adams, Gretchen Peters  | 3:13  |
| 4.  | Driving Under the Influence of Love                        | Adams, Vallance         | 2:38  |
| 5.  | All or Nothing                                             | Adams, Eliot Kennedy    | 2:58  |
| 6.  | No Time for Love                                           | Adams, Peters           | 2:03  |
| 7.  | I Could Get Used to This                                   | Adams, Vallance         | 1:48  |
| 8.  | Talk to Me                                                 | Adams, Phil Thornalley  | 3:05  |
| 9.  | The Last Night On Earth                                    | Adams, Thornalley       | 3:06  |
| 10. | Nobody's Girl                                              | Adams, Vallance         | 2:44  |
| 11. | Don't Look Back                                            | Adams, Vallance         | 3:28  |
| 12. | Whiskey in the Jar                                         | Trad.                   | 3:45  |

## Musiciens
- Bryan Adams: chant, guitare, basse, claviers, percussions, harmonica (12)
- Mickey Curry: batterie (1)
- Josh Freese: batterie (4, 6, 10)
- Abe laboriel Jr.: batterie (5, 8, 11)
- Keith Scott: guitare (3, 4, 5, 6, 8, 10, 11)
- Pat Stewart: batterie (7)
- Tom Meadows: batterie (9)
- Lyle Workman: guitare (4, 6, 10)
- Rusty Anderson: guitare (5, 8, 11)
- Paul Bushnell: basse (4, 5, 6, 8, 10, 11)
- Phil Thornalley: guitare slide (8 , basse (9 , guitare (9, claviers (9)
- Jim Vallance: orgue (4), tambourine (4, 7, 11), guitare (7, 10), chœurs (7, 10, 11)
- Johan Carlsson: basse (1 & 2), guitare (2), piano (2)
- Mattias Bylund: clavier (2)
- Gary Breit: orgue (3, piano (3, 4, 11)
- Jamie Edwards: piano (2, 5, 6, 10), claviers (3, 4, 8, 10)
- David Bukovinszki: cello (2)
- Mattias Johansson: Violon (2)

## Invitée spéciale
- Jennifer Lopez: chant sur That's How Strong Our Love Is

## Charts & certification

### Charts
| Pays                                 | Durée du classement | Meilleur classement | Date         |
| ------------------------------------ | ------------------- | ------------------- | ------------ |
| Allemagne (GfK Entertainment)        | 13 semaines         | 3e                  | 8 mars 2019  |
| Australie (ARIA Charts)              | 2 semaines          | 7e                  | 7 avril 2019 |
| Autriche (Ö3 Austria Top 40)         | 4 semaines          | 2e                  | 15 mars 2019 |
| Belgique (V) (Ultratop)              | 9 semaines          | 10e                 | 9 mars 2019  |
| Belgique (W) (Ultratop)              | 3 semaines          | 43e                 | 9 mars 2019  |
| Canada (Canadian Albums Chart)       | 6 semaines          | 1er                 | 13 mars 2019 |
| Écosse (Scottish Album Chart)        | 8 semaines          | 2e                  | 8 mars 2019  |
| Espagne (Promusicae )                | 7 semaines          | 16e                 | 10 mars 2019 |
| États-Unis (Independent Albums)      | 2 semaines          | 14e                 | 29 juin 2019 |
| France (SNEP)                        | 1 semaine           | 147e                | 9 mars 2019  |
| Nouvelle-Zélande (RMNZ Albums Top40) | 3 semaines          | 2e                  | 18 mars 2019 |
| Pays-Bas (MegaCharts)                | 1 semaine           | 37e                 | 9 mars 2019  |
| Portugal (AFP)                       | 6 semaines          | 13e                 | 10 mars 2019 |
| Royaume-Uni (UK Albums Chart)        | 4 semaines          | 2e                  | 8 mars 2019  |
| Suisse (Schweizer Hitparade)         | 11 semaines         | 2e                  | 10 mars 2019 |

### Certification
| Pays        | Certification | Ventes   | Date         |
| ----------- | ------------- | -------- | ------------ |
| Canada (MC) | Or            | 50 000 + | 12 mars 2019 |